# Skierka
Skierka – rodzaj grzybów z rzędu rdzowców (Pucciniales).

## Systematyka i nazewnictwo
Pozycja w klasyfikacji według Index Fungorum: Skierkaceae, Pucciniales, Incertae sedis, Pucciniomycetes, Pucciniomycotina, Basidiomycota, Fungi.
Synonimy nazwy naukowej: Ctenoderma Syd. & P. Syd.
Nazwę tego taksonu nadał polski uczony Marian Raciborski. Nawiązuje ona do Skierki, postaci z dramatu Juliusza Słowackiego Balladyna.

## Charakterystyka
Gatunki z rodzaju Skierka są rdzami pasożytującymi na roślinach z regionów międzyzwrotnikowych. Wytwarzają jednokomórkowe teliospory (spory przetrwalnikowe) bez szypułek.

## Gatunki
- Skierka agallocha Racib. 1909
- Skierka canarii Racib. 1900
- Skierka clemensiae Cummins 1941
- Skierka congensis Henn. 1907
- Skierka cristata Mains 1939
- Skierka diploglottidis (Cooke & Massee) Mains 1939
- Skierka divinopolensis Dianese, R.B. Medeiros & L.T.P. Santos 1993
- Skierka holwayi Arthur 1918
- Skierka nephelii S. Ito & Muray. 1943
- Skierka petchii (Syd.) Mains 1939
- Skierka philippinensis Mains 1939
- Skierka robusta Doidge 1926
- Skierka toddaliae (Syd. & P. Syd.) Hirats. 1943

(na podstawie Index Fungorum)